# トーマス・エドガー (バレーボール)
トーマス・エドガー（Thomas Edgar、1989年6月21日 - ）は、オーストラリアのバレーボール選手。オーストラリア代表。

## 来歴
クイーンズランド州バンダバーグ出身。2004年に地元の高校でバレーボールを始め、クイーンズランド州や全国高校大会の出場経験を持つ。フルタイムのトレーニングを受けるべくオーストラリア国立スポーツ研究所の申し出に応じて、キャンベラの高校に転校した。
2008年にスウェーデンのクラブチームに入団し、国内選手権で優勝に貢献。同年には初めてナショナルチーム代表に選出され、2010年にイタリアで開催された世界選手権に出場した。
2010年にはポーランドのトレフル・グダニスクに移籍。さらに2011年からはイタリアのクラブチームに移籍した。2012年のロンドンオリンピック世界最終予選ではエースとしてオリンピック出場に大きく貢献し、本戦でも強豪のポーランドを破るなど健闘した。
2015年からオーストラリア代表チームの主将に就任した。
2017年、日本のV・プレミアリーグ（当時のVリーグ1部）に所属するJTサンダーズ（現・JTサンダーズ広島）に入団。2017-18シーズン、得点王とベスト6を受賞。2018-19シーズンはチームの準優勝に貢献し、自身も敢闘賞とベスト6を受賞した。
2019年、アジア選手権でもオーストラリア代表を準優勝に導き、準優勝ながらMVPを受賞した。
2022年5月31日付でJTを退団した。

## 人物
- 2017年から5シーズンに渡りJTサンダーズ広島でプレーしチームに貢献。チームメイトに気遣い、新人セッター・金子聖輝の自主練に休日返上して付き合うこともあった[5]。

## 球歴
- オーストラリア代表
  - オリンピック - 2012年
  - 世界選手権 - 2010年、2014年
  - ワールドカップ - 2015年
  - アジア選手権 - 2009年、2011年、2013年、2015年、2019年、2021年

## 受賞歴
- 2017年 - アルゼンチンリーグ2017-2018 MVP
- 2018年 - 2017/18 V・プレミアリーグ 得点王、ベスト6
- 2019年 - 2018-19 V.LEAGUE DIVISION1 MEN 敢闘賞、ベスト6
- 2019年 - アジア選手権 MVP

## 所属クラブ
- Linkoping VC（2008-2010年）
- トレフル・グダニスク（英語版）（2010-2011年）
- Volley Corigliano（2011-2012年）
- Sir Safety Perugia（2012-2013年）
- LIG損害保険グレイターズ（2013-2015年）
- 北京自動車（2015-2017年）
- JTサンダーズ広島（2017-2022年）
- ガラタサライSK（英語版）（2022–2023年）
- アル・アイン（2023-2024年）
- Spor Toto SK（2024年-）